# Панамериканская выставка
Панамериканская выставка (англ. Pan-American Exposition) — международная выставка, проходившая в Буффало в 1901 году. На выставке был смертельно ранен 25-й американский президент Уильям Мак-Кинли.

## История

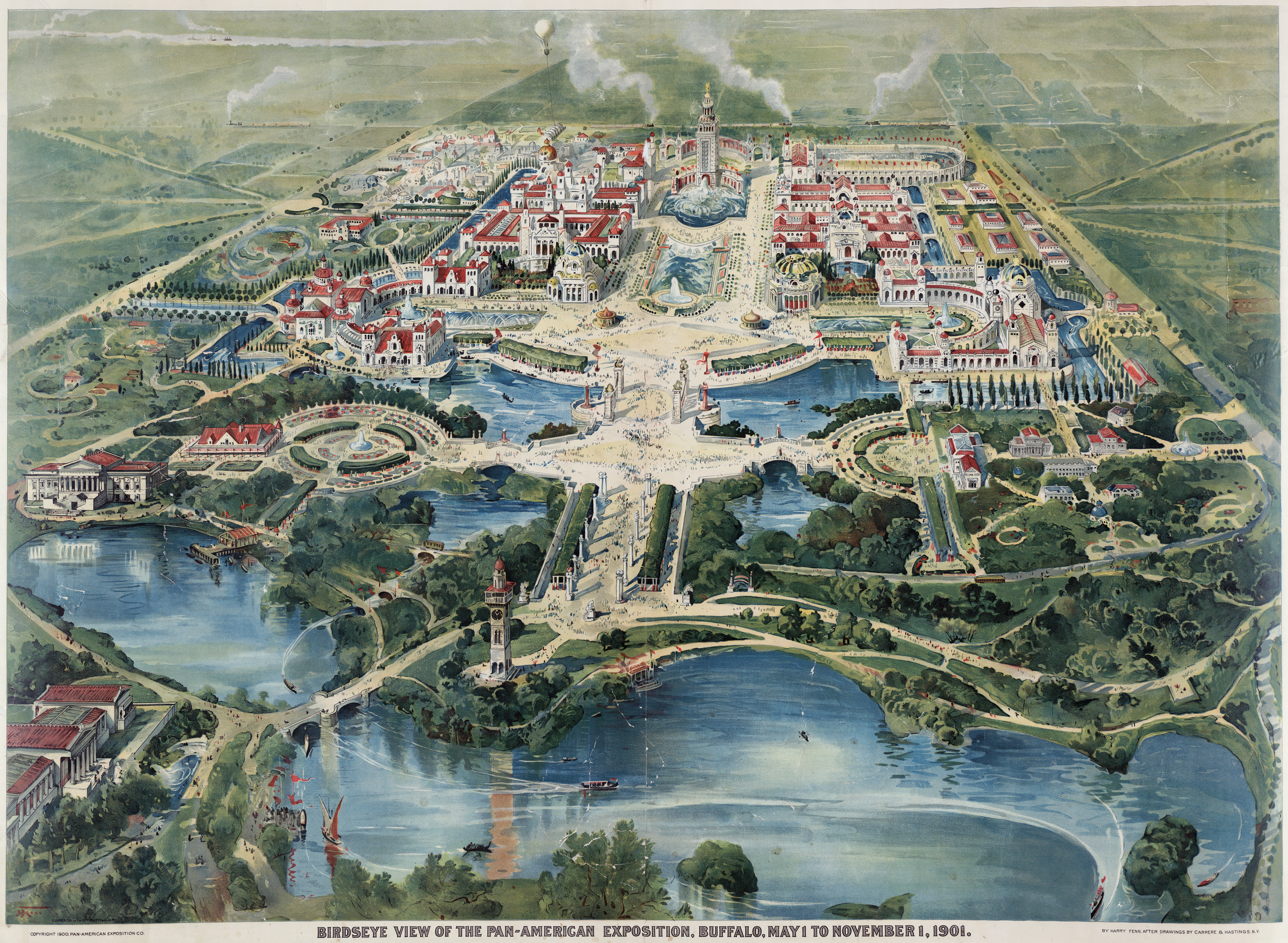
Общий план выставки

Выставочное мероприятие было организовано компанией Pan-American Exposition Company, созданной в 1897 году. Первоначально местом проведения был выбран остров Cayuga Island из-за его близости острова к Ниагарскому водопаду, который был большой туристической достопримечательностью. Когда в 1898 году началась испано-американская война, эти планы были приостановлены. После окончания войны конкуренцию Ниагарскому водопаду составил город Буффало. Он победил по двум основным причинам: во-первых, население Буффало было намного больше, и это был восьмой по величине город в Соединенных Штатах; во-вторых, у него было лучшее железнодорожное сообщение — город находился в пределах одного дня пути по железной дороге для более чем 40 миллионов американцев. В июле 1898 года Конгресс США выделил на проведение выставки в Буффало 500 000 долларов.
Логотип для выставки, лозунгом которой стал слоган «Commercial well being and good understanding among the American Republics», разработал американский художник Рафаэль Бек. Появление к тому времени в США системы передачи электроэнергии переменного тока позволило дизайнерам осветить экспозицию, используя энергию, произведенную в 25 милях (40 км) от Ниагарского водопада. Панорамные съёмки экспозиции выполнила компания Thomas A. Edison, Inc.
6 сентября 1901 года 25-й президент США Уильям Мак-Кинли, по случаю проведения вставки давал большой приём в Башне музыки (англ. Temple of Music) в Буффало, и во время данного мероприятия на него было совершено покушение. Во время приветствия общественности анархист польского происхождения Леон Чолгош подошёл на близкое расстояние и два раза выстрелил в него из пистолета прикрытого намотанным на руку платком. Президент был смертельно ранен и 14 сентября 1901 года скончался. Мак-Кинли стал третьим из четырёх убитых президентов США.

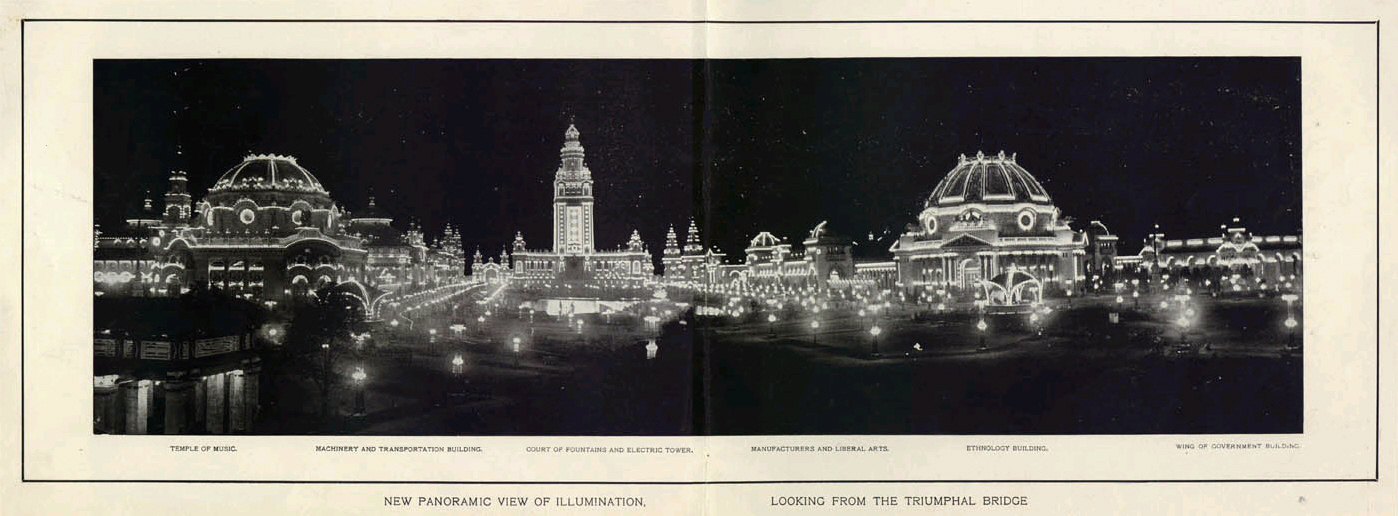
Панорамный вид выставки ночью

## Экспозиция
К открытию выставки были построены уникальные здания и сооружения (большинство из дерева на стальном каркасе):

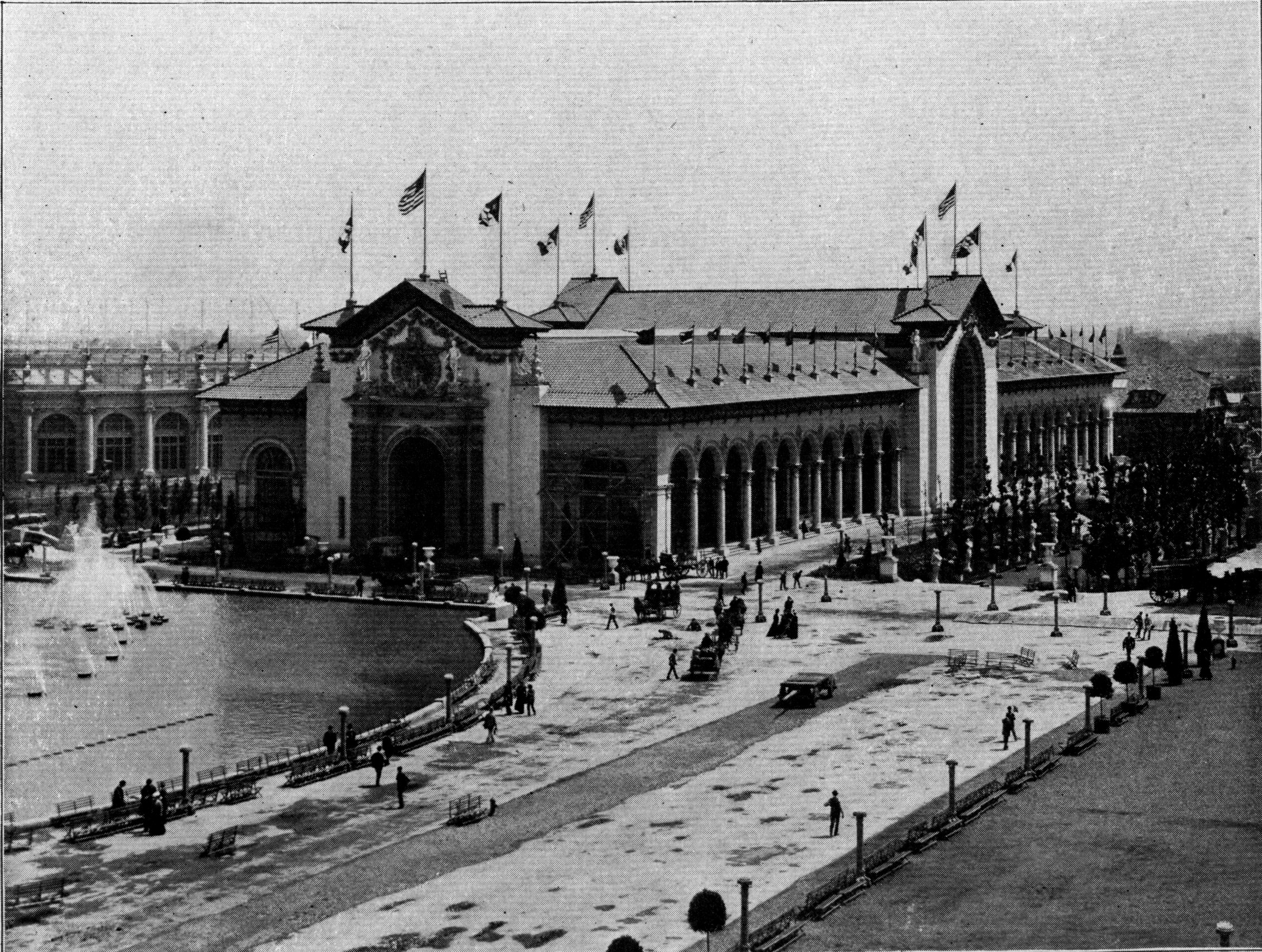
Agricultural, Manufacturers, and Liberal Arts Buildings
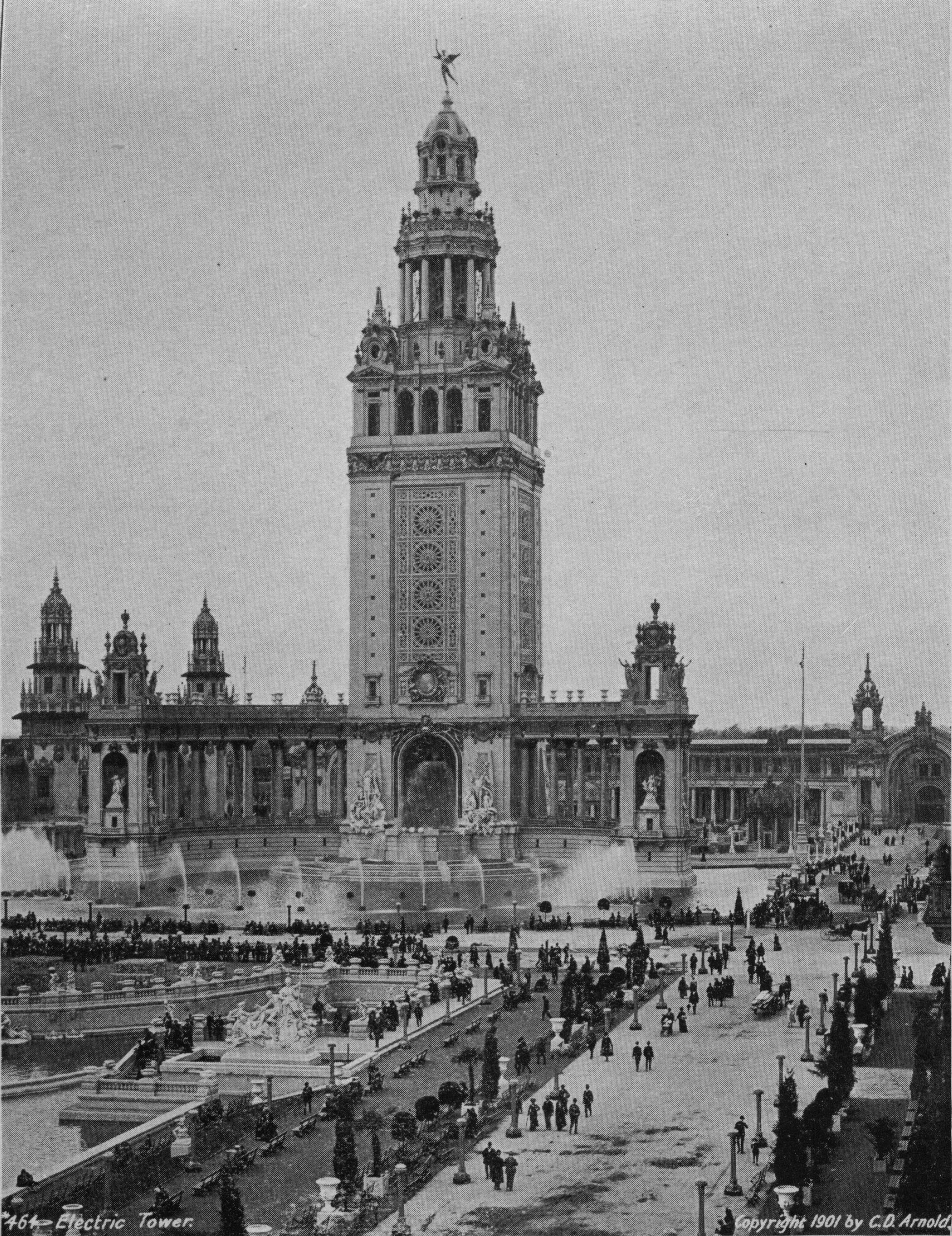
Electric Tower
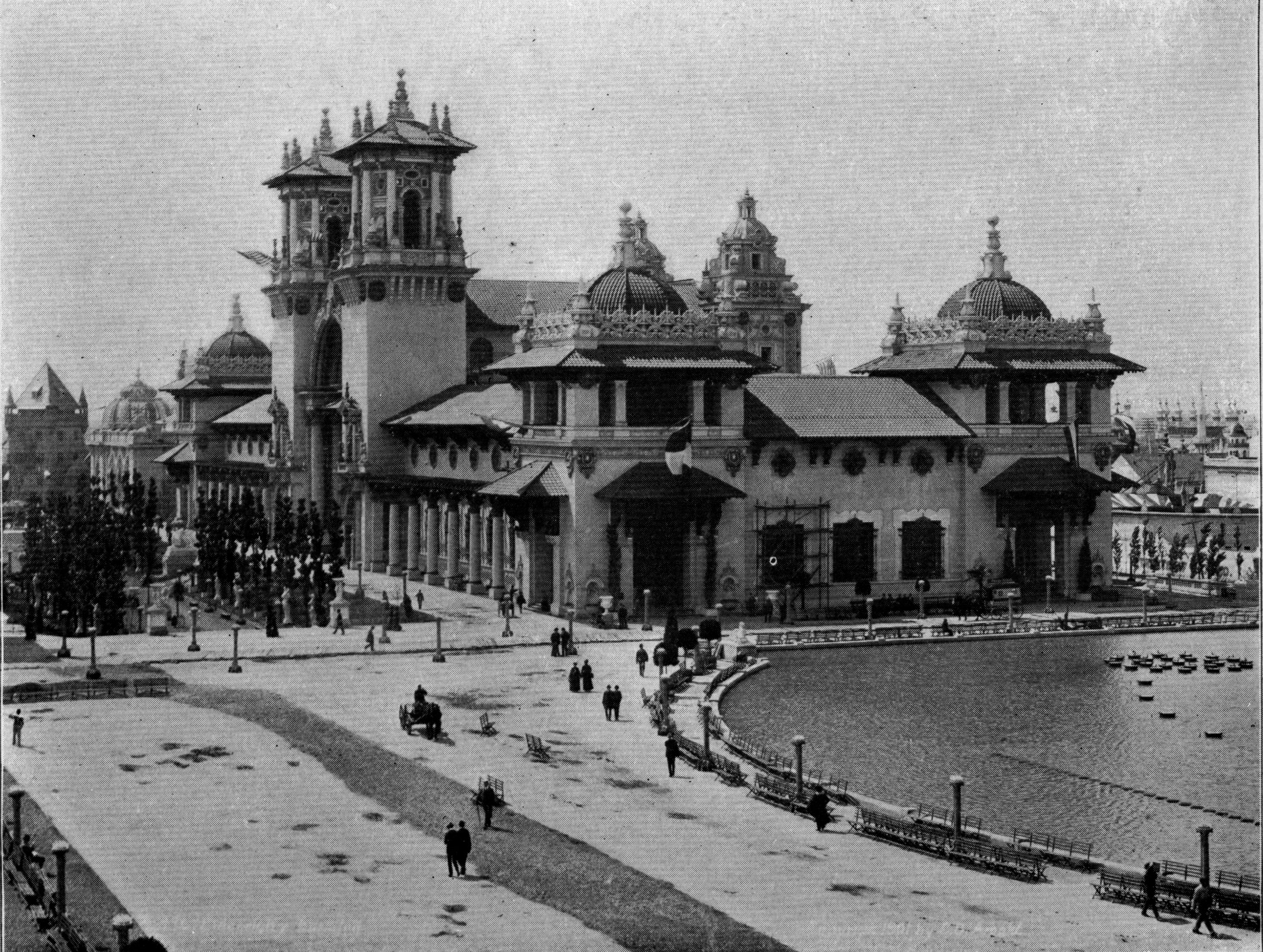
Electricity Building
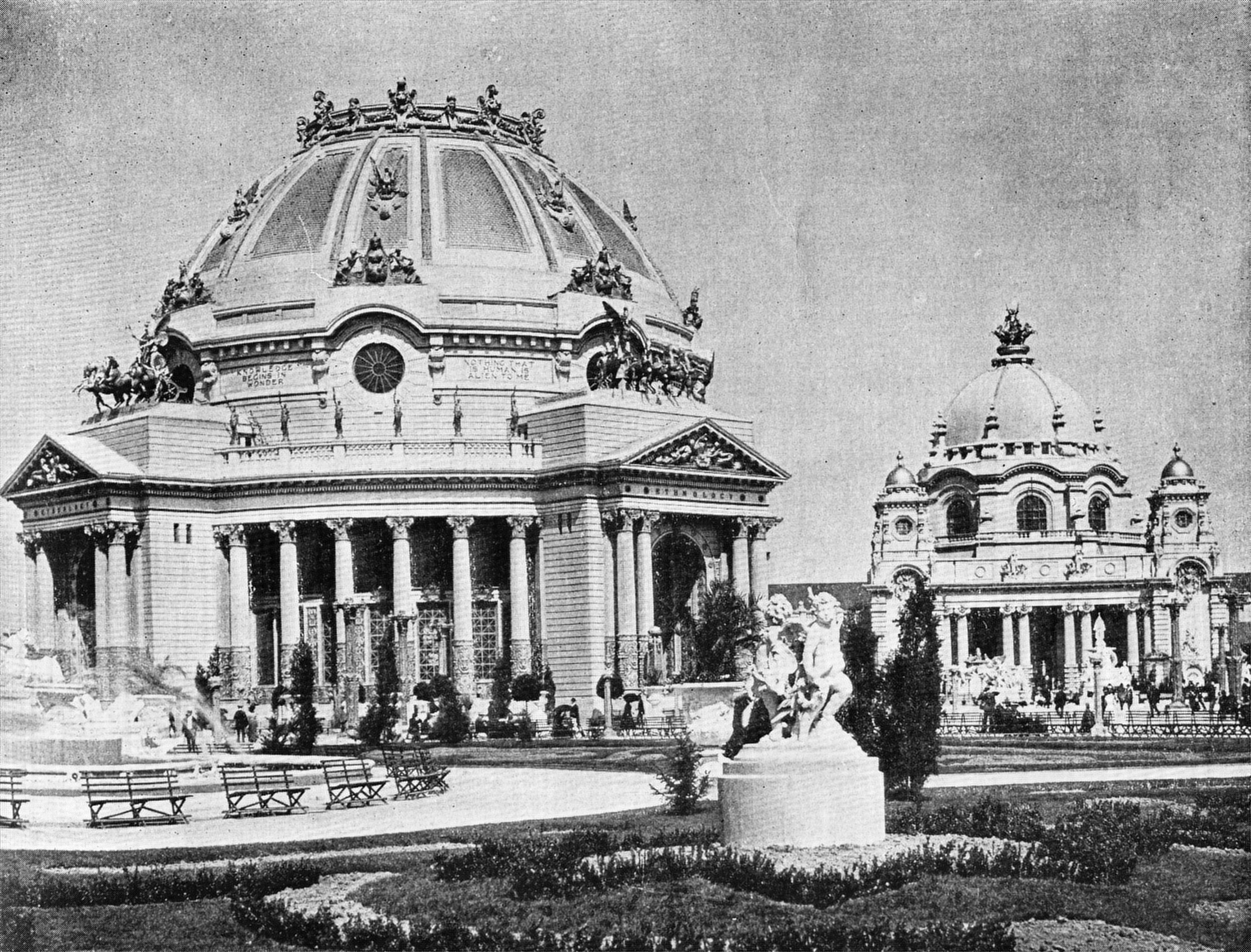
Ethnology Building
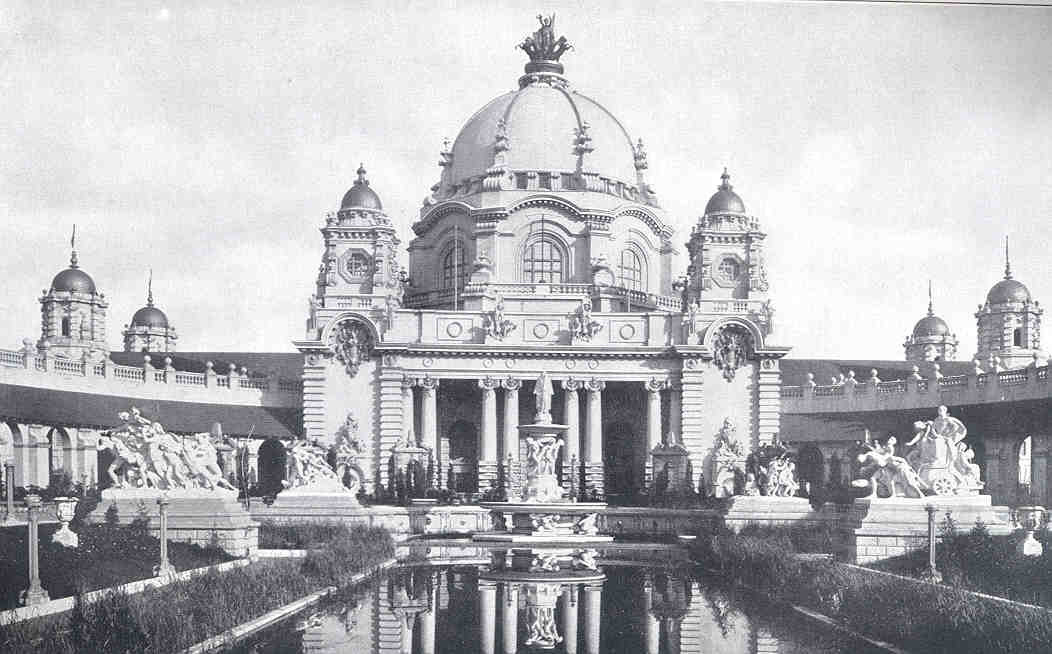
U.S. Government Building
Machinery and Transportation Building
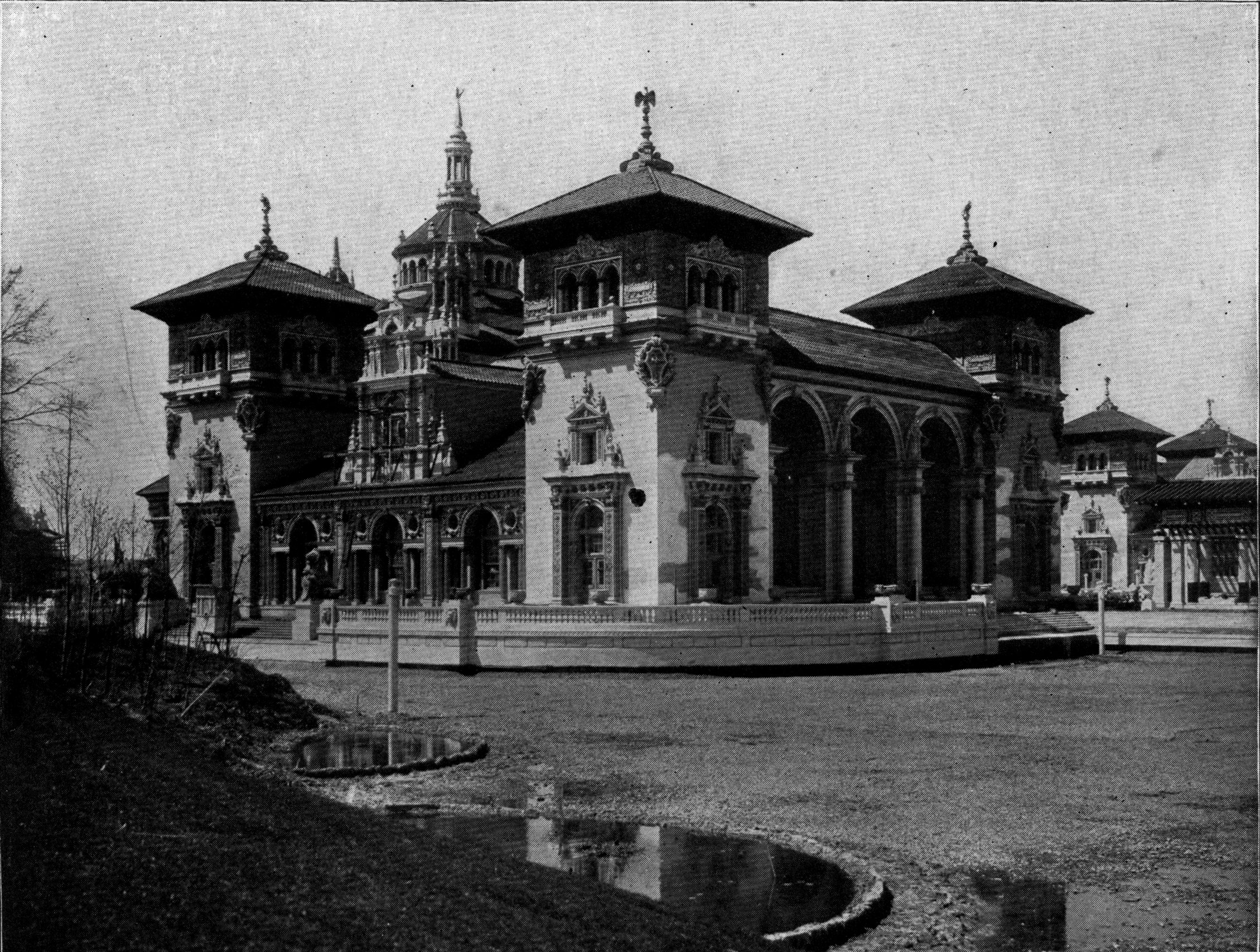
Mines, Forestry and Graphic Arts Buildings
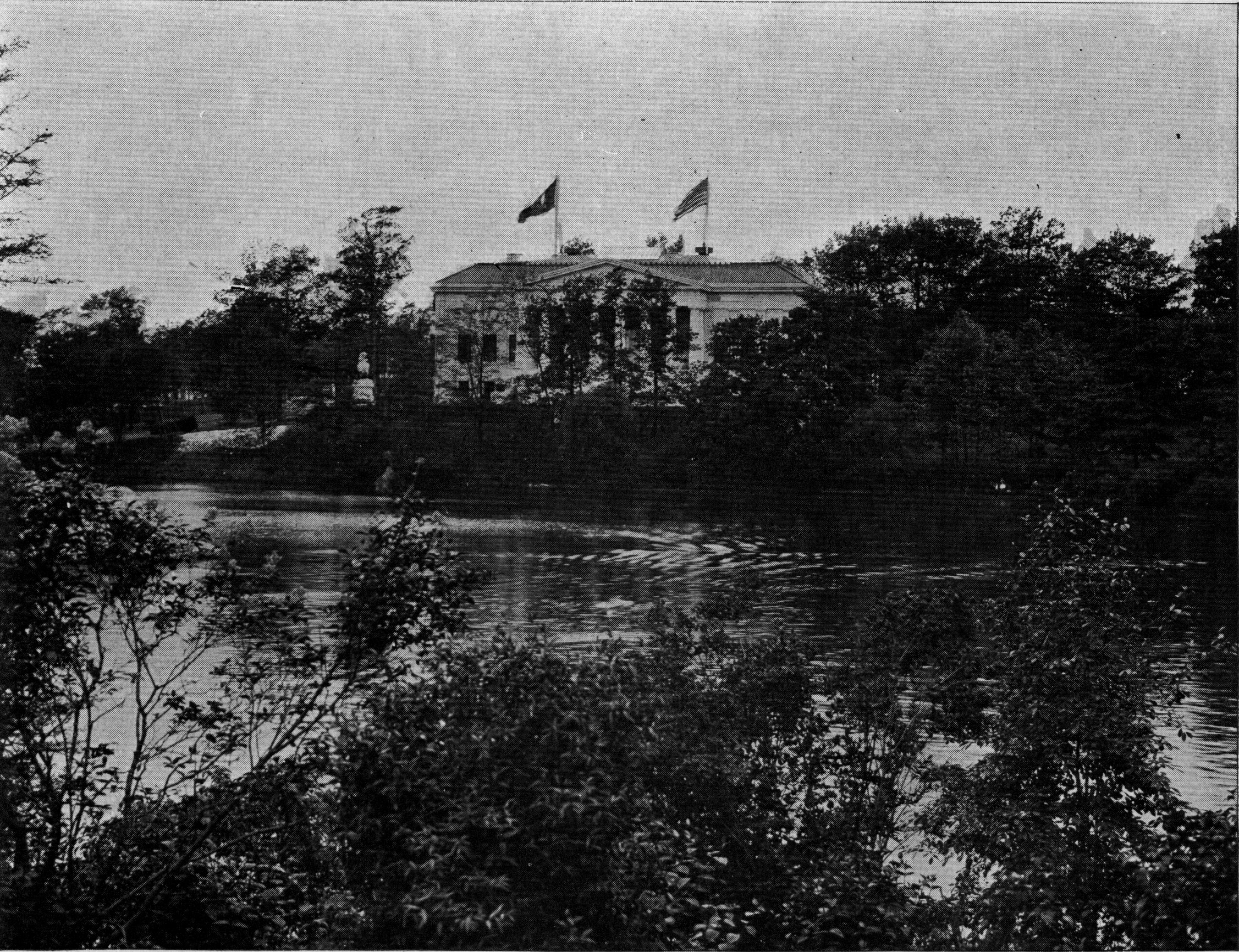
New York State Building
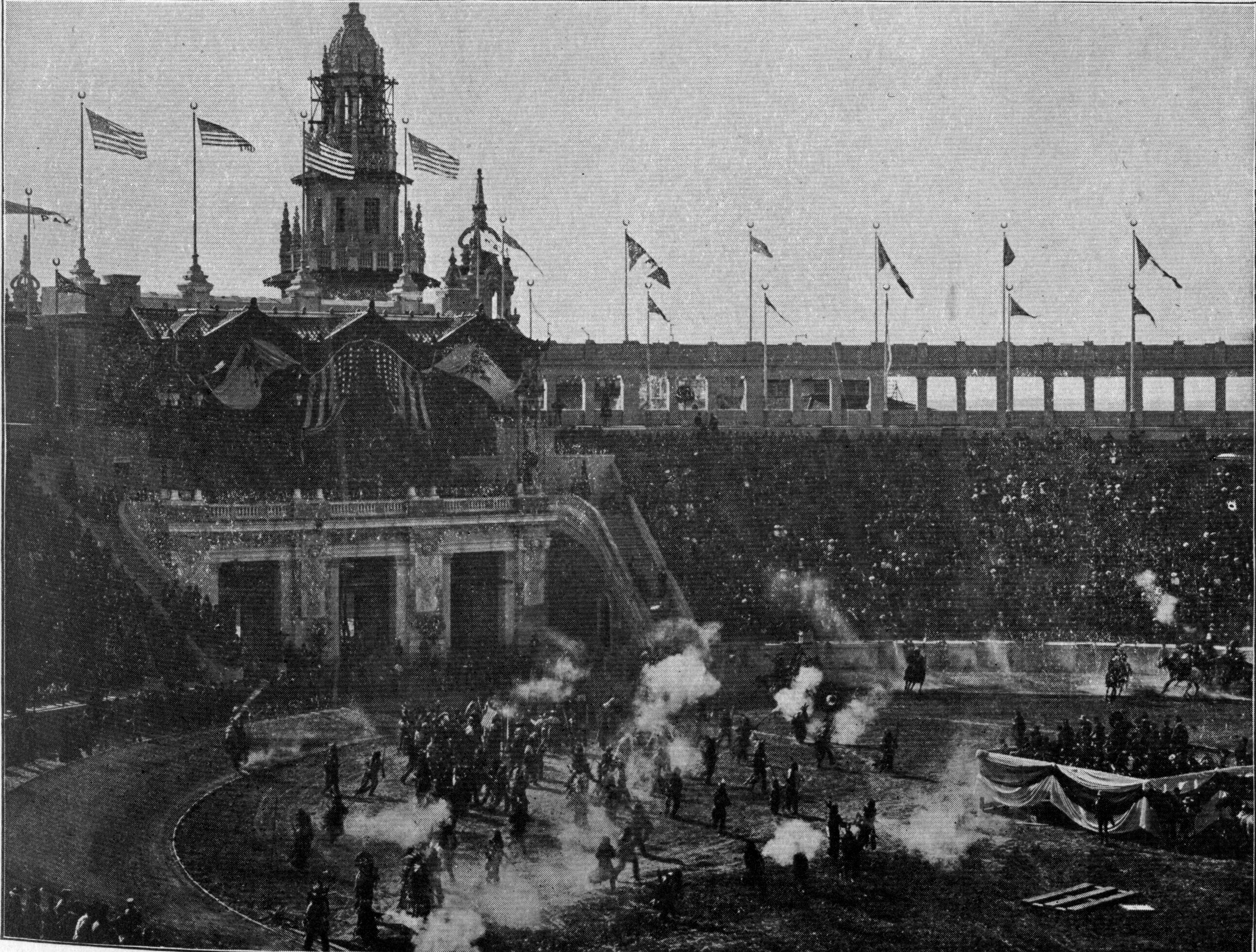
Stadium
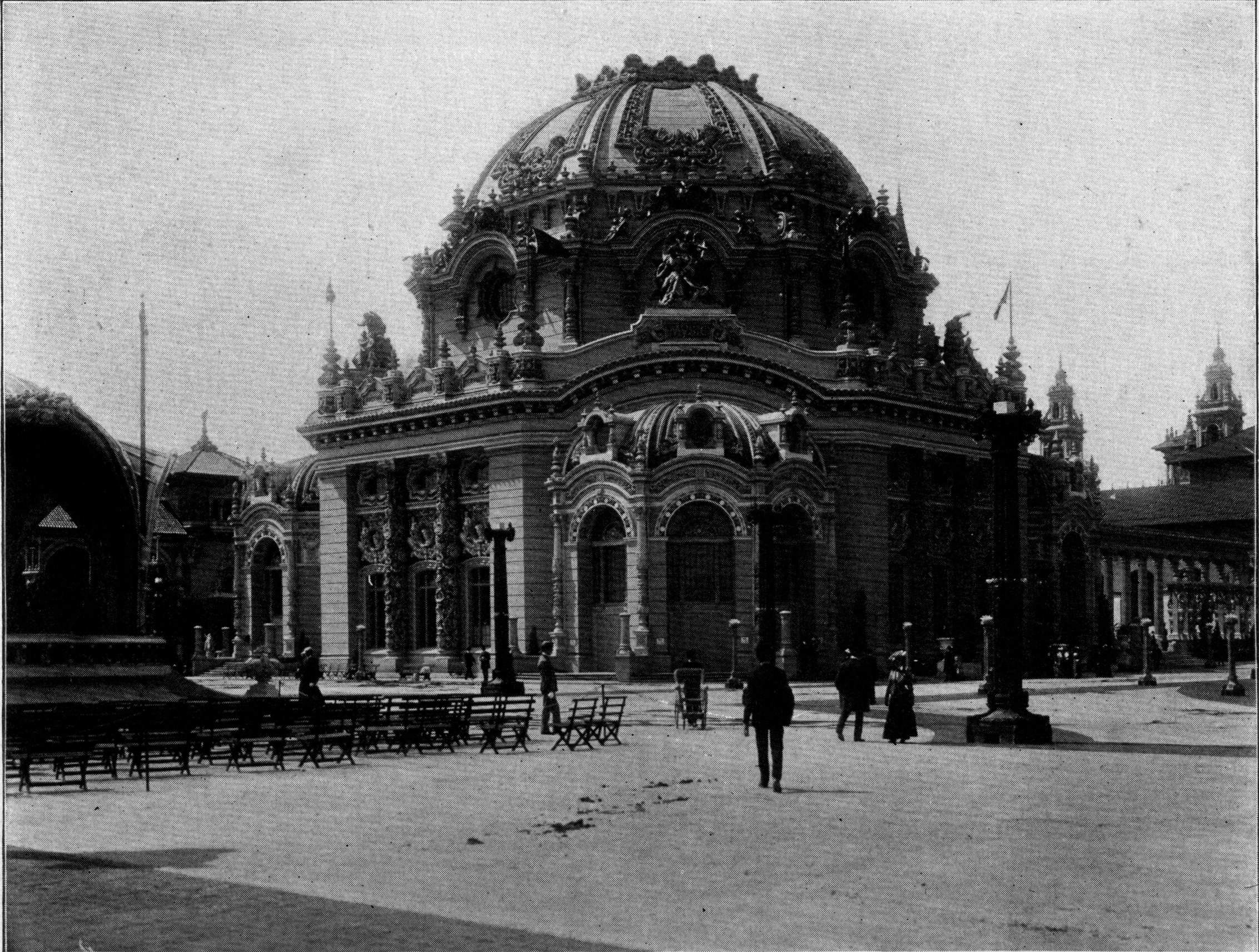
Temple of Music
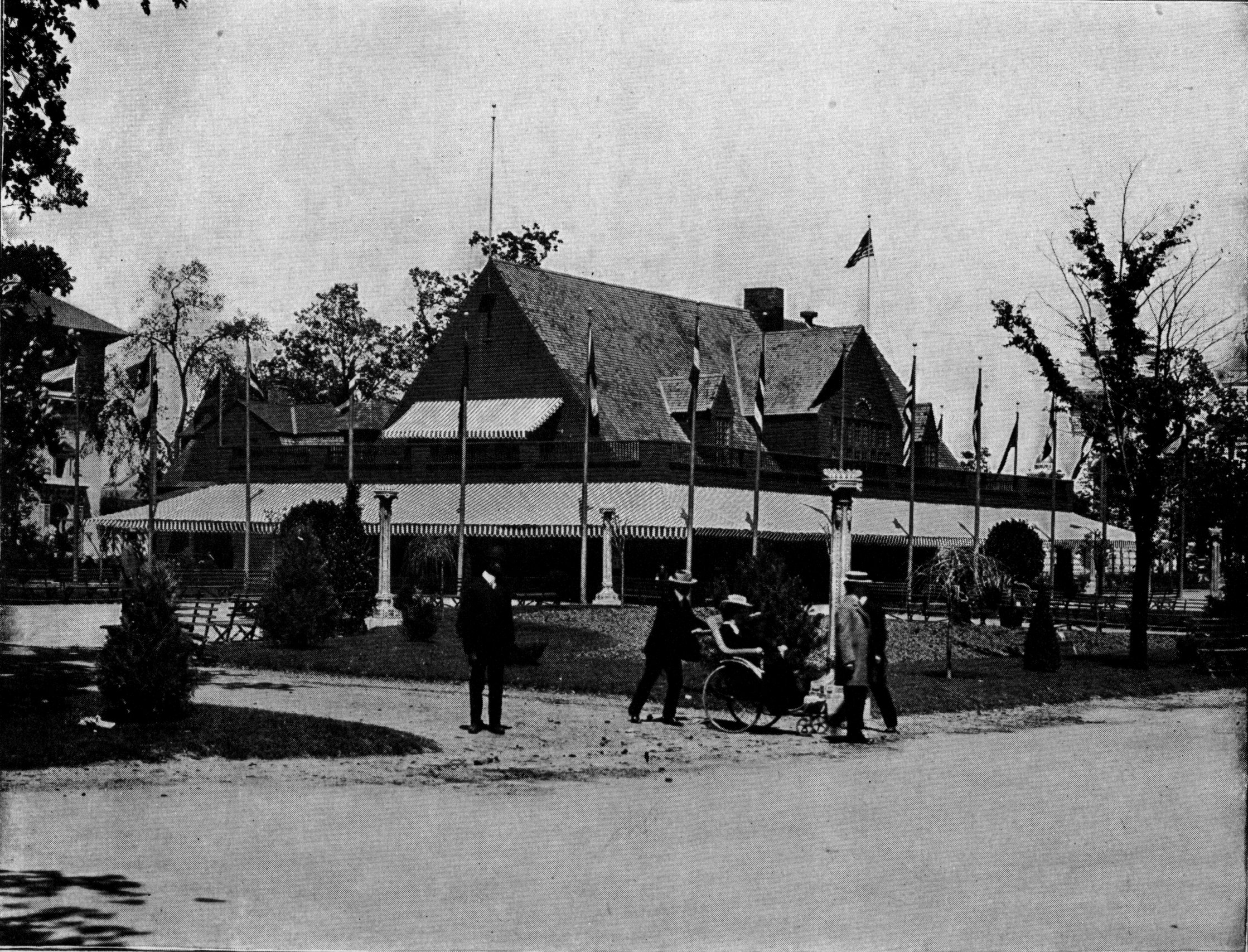
Woman's Building

В числе особенных достопримечательностей были: Площадь фонтанов, расположенная перед центральным входом экспозиции; Великий амфитеатр; Триумфальный мост, построенный над «Зеркальным Озером»; парусное судно Джошуа Слокама «Spray», на котором он незадолго до выставки в одиночку совершил кругосветное плавание.
После окончания выставки, площадка с её содержимым была продана Chicago House Wrecking Company за 92 000 долларов (2,41 млн долларов на 2018 год). Снос зданий начался в марте 1902 года, все они, за исключением New York State Building (ныне здесь находится Исторический музей Буффало), в течение года были снесены. Освободившаяся территория была использована под жилой сектор с парками. До сноса была предпринята попытка общественностью сохранить оригинальную электрическую башню за порядка 30 000 долларов, но необходимые деньги вовремя собрать не смогли.

## Память
По случаю Панамериканской выставки были выпущены почтовые марки США.